# Al-Ittihad (journal israélien)
Al-Ittihad (arabe : الاتحاد, hébreu : אל-אתיחאד, litt. L'Union) était un journal en arabe israélien, basé à Haïfa. Considéré comme le média en arabe le plus important d'Israël, il est détenu par le Maki (parti communiste israélien), et fut dirigé jusqu'à son décès le 20 avril 2010 par un ancien représentant à la Knesset du Maki/Hadash, Ahmad Sa'd.

## Histoire
Le journal fut fondé en 1944 par  Emile Toma, Fu'ad Nassar et Émile Habibi. Sa première édition fut publiée le 14 mai de la même année. Emile Habibi dirigea le journal jusqu'en 1989,.
Le journal fonctionnait comme organe de communication, à ses débuts, pour la Ligue de libération nationale en Palestine (LLNP) À partir de septembre 1945, il fut publié au nom du Congrès des Travailleurs arabes.
Les autorités britanniques interdirent le journal en février 1948. En juillet, des membres de la LLNP d'Haïfa contactèrent le parti Mapam, lui demandant de presser les autorités israéliennes afin d'obtenir une licence afin de reprendre la publication du journal. L'Al-Ittihad était le seul journal en arabe pré-étatique à continuer à être publié après l'indépendance d'Israël. Le 18 octobre 1948, il obtient son autorisation de reparution par les autorités israéliennes et , par la suite, il déménagea dans un nouveau bâtiment sur la rue Al-Hariri. Dans les années après la création d’Israël, lorsque les Arabes israéliens étaient soumis aux aléas de gestion de gouvernement militaire (régime qui fut maintenu jusqu'à la fin de l'année 1966) , le journal fut interdit dans certaines zones. Il fut par la suite interdit en Cisjordanie.
En 1953, l'Al-Ittihad et le Kol HaAm, son journal frère en hébreu, publièrent un article controversé sur la guerre de Corée, qui entraina leurs fermetures pour 15 jours sur ordre du ministre des Affaires internes, Israel Rokach. Les journaux déposèrent une requête devant la Cour suprême d'Israël, qui statua que les suspensions n'étaient pas correctes et devraient être levées. La Cour a utilisé la Déclaration d'indépendance pour rendre son jugement sur le libre discours, utilisant ainsi pour la première fois cette déclaration comme instrument d'interprétation. Ce qui fut connu par la suite sous le nom de « décision Kol HaAm » constitua un précédent indiquant que les journaux ne pouvaient être fermés que s'ils constituaient un danger « quasi certain » pour la sécurité nationale.
Alors que d'autres journaux communistes perdirent une grande partie de leur lectorat après la guerre de 1956, l'Al-Ittihad fut capable de rebondir, regagnant son lectorat d'avant cette guerre dès 1961. En 1961, le lectorat de son édition du vendredi était deux fois plus important que celui du Kol HaAm, en dépit du fait que les Arabes ne représentent que 11,3 % de la population du pays, et que le taux d'alphabétisation était généralement plus faible dans la communauté arabe. Le lectorat du journal continua à croître graduellement encore. Initialement hebdomadaire, le journal devint par la suite bihebdomadaire, puis quotidien en 1983.
En 1988, le gouvernement ordonna à nouveau sa fermeture pour une semaine, six jours avant la Journée de la Terre,,.
En raison de difficultés financières, le journal déménagea dans les quartiers du Hadash à Beit HaYedidut, à Nazareth, puis retourna à Haïfa dans un bâtiment sur HaMaronitim Rehov. En 2006, l'équipe préparait son retour dans ses locaux de l'Al-Hariri Rehov, mais le bâtiment fut touché par une roquette durant le conflit israélo-libanais de 2006 et sévèrement endommagé.

## Journalistes
Parmi les journalistes ayant écrit dans l'Al-Ittihad, on pouvait trouver :
- Mahmoud Darwish
- Salim Joubran
- Samih al-Qasim
- Tawfik Toubi
- Tawfiq Ziad
- Rashid Hussein (sous le pseudonyme Abu Lyas)[15].